# Janusz Nawrocki

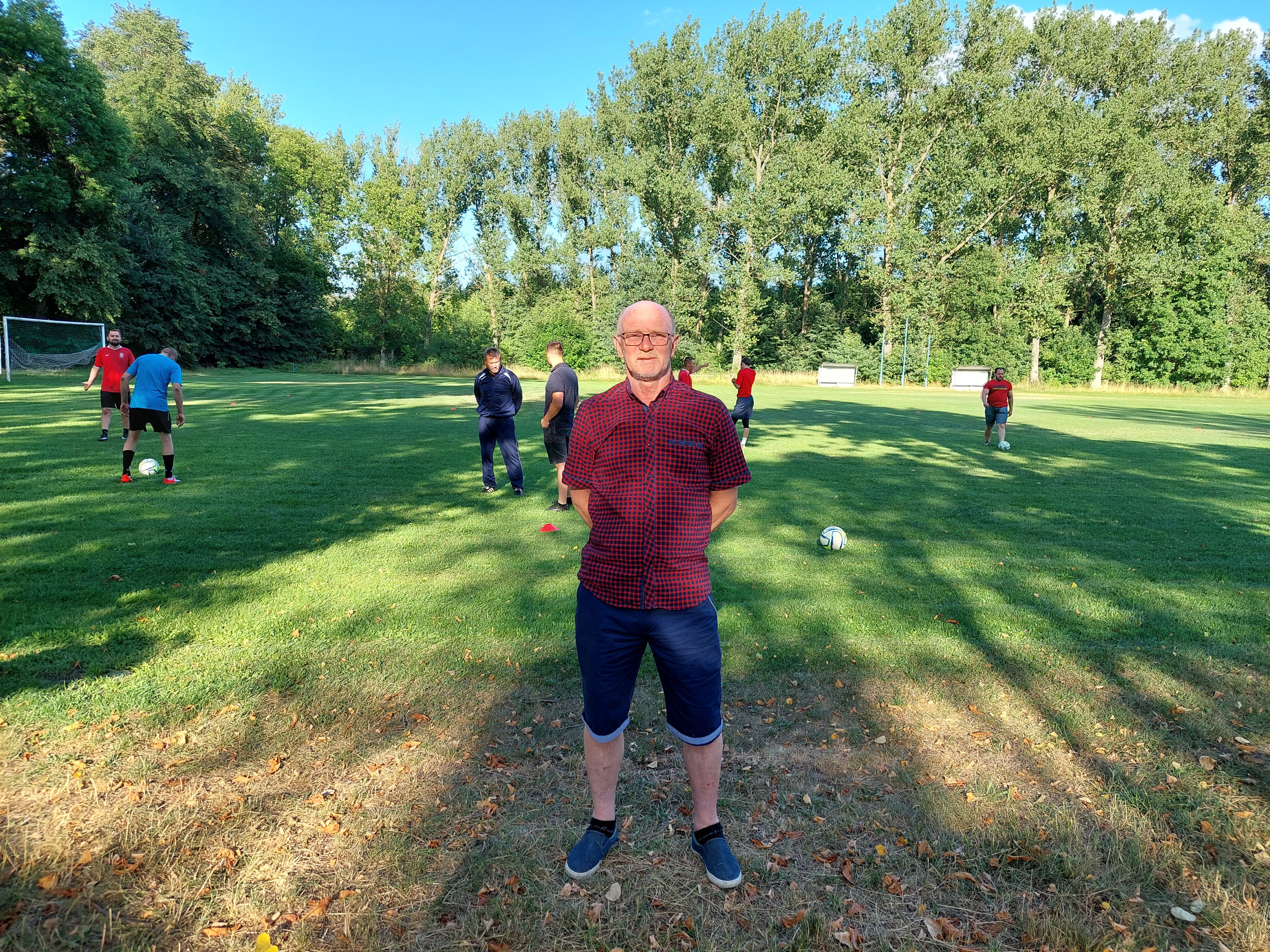
Janusz Nawrocki 2022

Janusz Nawrocki (ur. 8 lipca 1961 w Krakowie) – polski piłkarz, były reprezentant Polski, obrońca. W europejskich ekstraklasach zawodnik Wisły Kraków, GKS Katowice, VfB Mödling, Sokoła Tychy i Ruchu Chorzów. W I lidze polskiej rozegrał 349 spotkań i strzelił 14 bramek. Po zakończeniu kariery został trenerem oraz grywał w amatorskich klasach.

## Kariera klubowa

### Wisła Kraków (1979-1986)
Karierę sportową rozpoczynał w krakowskiej Wiśle. Wówczas „Biała Gwiazda” grała w I lidze. W sezonie 1980/1981 na boisku wystąpił sześć razy, nie strzelając bramki. W następnych rozgrywkach ekstraklasy rozegrał 23 spotkania i zdobył jednego gola. Później, 1982/1983, był obecny przez 26 meczów, umieszczając raz piłkę w siatce rywala. W kolejnym sezonie, grając przez 25 spotkań, strzelił jedną bramkę. W 1985 roku zanotował z drużyną spadek do II ligi. W 1986 roku zakończył pracę w krakowskim klubie, wyjeżdżając do Katowic.

### GKS Katowice (1986-1992)
W I-ligowym GKS-ie grał przez ponad cztery lata. W sezonie 1986/1987 rozegrał wszystkie oprócz jednego spotkania, strzelając jedną bramkę. W następnych latach, 1987/1988, w ekstraklasie wystąpił w 28 meczach, zdobywając już trzy gole. W kolejnej „porze” ligowej (198]/1989) również umieścił trzy razy piłkę w bramce przeciwnika, a wziął udział w 22 zmaganiach rozgrywkowych. W sezonie 1989/1990 rozegrał 28 spotkań i na swoim koncie zanotował trzy „trafienia do siatki”. W 1991 roku z katowiczanami sięgnął po puchar krajowy, a rok później po superpuchar (grał do rundy jesiennej). Tym drugim osiągnięciem pożegnał się z klubem z Katowic.

### VfB Mödling (1991-1995)
W 1991 roku wyjechał do Austrii, by reprezentować barwy miejscowego VfB Mödling, który był wówczas I-ligowym zespołem. W pierwszym sezonie ligowym strzelił jedną bramkę. W następnym, grając 18 spotkań, również zdobył jednego gola. W kolejnych latach: 1993/1994 – uczestnicząc w 28 meczach, 1994/1995 – w 32, nie strzelił żadnej bramki. W 1995 roku wrócił do Polski.

### Sokół Tychy (1995-1997)
W drużynie z Tychów zadebiutował w przegranym meczu I-ligowym 5:0 z Widzewem Łódź. W sezonie 1995/1996 zaliczył 31 występów, z czego 29 razy znalazł się w wyjściowej jedenastce. Nie zdobył żadnej bramki. Ujrzał trzy razy żółtą kartkę. W następnym sezonie wystąpił w 25 spotkaniach, zachowując bezbramkowy stan konta. Tylko raz nie rozegrał pełnego meczu. Dwa razy został ukarany żółtym kartonikiem. Ostatnią grę zanotował przeciwko Górnikowi Zabrze, kiedy to drużyna z Tychów uległa rywalowi 6:0 (19 kwietnia 1997).

### Ruch Chorzów (1997-1998)
W chorzowskim Ruchu rozegrał trzy sezony ekstraklasy, w tym jeden pełny. W owym klubie zadebiutował w wygranym meczu 2-0 z Rakowem Częstochowa. W tym sezonie rozegrał osiem spotkań. W następnych rozgrywkach ligowych, 1997/1998, uczestniczył w 30 meczach, a 23 razy znalazł się w wyjściowej jedenastce. Ujrzał dwie żółte kartki. W sezonie 1998/1999 zanotował 14 występów oraz został ukarany trzy razy żółtymi kartonikami. Z drużyną pożegnał się w zaległym meczu trzeciej kolejki I ligi przeciwko Polonii Warszawa. Gra zakończyła się bezbramkowym rezultatem.

### Tułaczka po klubach niższych klas
Po grze w chorzowskim klubie, rozpoczął tułaczkę po klubach z niskich klas ligowych. Występował kolejno w klubach: Grunwald Ruda Śląska, Unia Jaroszowiec, Tempo Rzeszotary, Niegoszowianka Niegoszowice, Wróblowianka Wróblowice (tam również pełnił rolę trenera), Lotnik Kryspinów, Tempa Rzeszotary (A-klasa). Obecnie pełni rolę trenera Węgrzcanki Węgrzce Wielkie (A klasa Wieliczka).

## Kariera reprezentacyjna
W reprezentacji Polski rozegrał, w latach 1989-1991, 23 spotkania bez gola.
| l.p. | Data                 | Miejsce   | Przeciwnik                   | Rezultat | Rozgrywki       | Grał   | Uwagi |
| ---- | -------------------- | --------- | ---------------------------- | -------- | --------------- | ------ | ----- |
| 1.   | 23 sierpnia 1989     | Lubin     | ZSRR                         | 1-1      | towarzyski      | 90'    |       |
| 2.   | 5 września 1989      | Warszawa  | Grecja                       | 3-0      | towarzyski      | do 36' |       |
| 3.   | 11 października 1989 | Chorzów   | Anglia                       | 0-0      | elim. MŚ 1990   | 90'    |       |
| 4.   | 25 października 1989 | Chorzów   | Szwecja                      | 0-2      | elim. MŚ 1990   | do 80' |       |
| 5.   | 2 lutego 1990        | Teheran   | Iran                         | 2-0      | towarzyski      | 90'    |       |
| 6.   | 4 lutego 1990        | Teheran   | Iran                         | 1-0      | towarzyski      | do 80' |       |
| 7.   | 11 lutego 1990       | Kair      | Kuwejt                       | 1-1      | towarzyski      | 90'    |       |
| 8.   | 4 maja 1990          | Chicago   | Kolumbia                     | 1-2      | towarzyski      | 90'    |       |
| 9.   | 6 maja 1990          | Chicago   | Kostaryka                    | 2-0      | towarzyski      | do 45' |       |
| 10.  | 9 maja 1990          | Hershey   | Stany Zjednoczone            | 1-3      | towarzyski      | od 73' |       |
| 11.  | 19 maja 1990         | Glasgow   | Szkocja                      | 1-1      | towarzyski      | do 69' |       |
| 12.  | 21 maja 1990         | Marsylia  | Zjednoczone Emiraty Arabskie | 4-0      | towarzyski      | od 65' |       |
| 13.  | 15 sierpnia 1990     | Paryż     | Francja                      | 0-0      | towarzyski      | od 77' |       |
| 14.  | 10 października 1990 | Warszawa  | Stany Zjednoczone            | 2-3      | towarzyski      | od 46' |       |
| 15.  | 17 października 1990 | Londyn    | Anglia                       | 0-2      | elim. Euro 1992 | 90'    |       |
| 16.  | 14 listopada 1990    | Stambuł   | Turcja                       | 1-0      | elim. Euro 1992 | 90'    |       |
| 17.  | 19 grudnia 1990      | Wolos     | Grecja                       | 2-1      | towarzyski      | 90'    |       |
| 18.  | 5 lutego 1991        | Belfast   | Irlandia Północna            | 1-3      | towarzyski      | 90'    |       |
| 19.  | 13 marca 1991        | Warszawa  | Finlandia                    | 1-1      | towarzyski      | do 20' |       |
| 20.  | 29 maja 1991         | Radom     | Walia                        | 0-0      | towarzyski      | 90'    |       |
| 21.  | 21 sierpnia 1991     | Gdynia    | Szwecja                      | 2-0      | towarzyski      | 90'    | kpt.  |
| 22.  | 11 września 1991     | Eindhoven | Holandia                     | 1-1      | towarzyski      | 90'    |       |
| 23.  | 16 października 1991 | Poznań    | Irlandia                     | 3-3      | elim. Euro 1992 | do 78' |       |